# Maurice Plantier (résistant)
Cet article concerne le résistant et Compagnon de la Libération français. Pour l'homme politique français, voir Maurice Plantier (homme politique).
Pour les articles homonymes, voir Maurice Plantier et Plantier.
Maurice Plantier, né le 8 mai 1913 à Venelles et Mort pour la France le 19 août 1944 dans la même ville est un militant socialiste, résistant français, compagnon de la Libération. Commerçant appelé sous les drapeaux au début de la Seconde Guerre mondiale, il participe à la bataille de France au cours de laquelle il est fait prisonnier par la Wehrmacht. Interné en Allemagne puis évadé, il s'engage dans la résistance intérieure et mène de nombreuses opérations dans sa région d'origine avant d'être tué par les Allemands.

## Biographie

### Jeunesse
Maurice Plantier naît le 8 mai 1913 à Venelles, dans les Bouches-du-Rhône, à l'étage de l'école où ses parents sont instituteurs. Élève de l'école primaire supérieure d'Aix-en-Provence, il y rencontre le socialiste Henri Malacrida, qui l'influence à adhérer à la SFIO, dont il devient « un militant ardent ». Il effectue ensuite son service militaire de 1933 à 1935 au 2e bataillon d'infanterie de l'air puis, rendu à la vie civile, devient représentant de commerce,. Il adhère à la loge maçonnique « Les Arts et l'Amitié »,.

### Seconde Guerre mondiale
Lors de la mobilisation de 1939, Maurice Plantier est affecté au 141e régiment d'infanterie alpine qui fait d'abord partie de l'armée des Alpes avant de participer à la bataille de France. Le 25 juin 1940, il est fait prisonnier à Saint-Dié-des-Vosges et interné au Stalag VI-J à Krefeld. Il parvient à s'en évader en février 1941 et retourne à Aix-en-Provence où il est démobilisé. Devenu infirmier psychiatrique, il décide d'entrer en résistance et intègre la section Bouches-du-Rhône du réseau Buckmaster Jean-Marie Action avant de rejoindre le mouvement Combat. S'investissant dans de nombreuses actions de réception de parachutages et de collecte d'armes, il devient l'adjoint du chef départemental de Combat puis des Mouvements unis de la Résistance. Le 27 avril 1943, alors qu'il s'apprête à partir pour Londres, il est arrêté par la Gestapo et interné à la prison Saint-Pierre de Marseille avant d'être transféré à Fresnes puis à Compiègne,.
Le 22 décembre 1943, alors qu'il a pris place dans un convoi qui doit le mener en Allemagne, il parvient à s'échapper du train dans la région de Châlon-sur-Marne, aidant au passage à l'évasion de 150 autres prisonniers,. Réfugié dans les Alpes-de-Haute-Provence, il participe à quelques opérations de parachutage puis devient l'adjoint de Max Juvénal, chef régional de la région R2 (Marseille),. Il effectue avec lui une mission de liaison en Italie où ils nouent des liens avec les maquis de la vallée de la Maira,. En juin 1944, il prend la tête d'un groupe qui porte assistance à un maquis en difficulté près de Barcelonnette, permettant à celui-ci de se replier vers l'Italie,,.
De retour à Aix-en-Provence avec Max Juvénal à la fin du mois de juillet 1944, il organise et participe à des opérations de sabotage et à des attaques de convois allemands, notamment en collaboration avec le maquis de Sainte-Anne. Le 19 août 1944, alors qu'ils se dirigent vers Puyricard depuis Venelles, les deux hommes et leur groupe tombent sur une colonne allemande,. Max Juvénal est blessé dans l'affrontement et ordonne au reste du groupe de continuer la route, ce à quoi Maurice Plantier, également blessé, obéit à contrecœur,. Réfugié dans une ferme, il a la possibilité de s'échapper avec un autre résistant venu lui porter secours avec une automobile,. Cependant, il refuse de partir tant que Max Juvénal n'a pas été retrouvé,. Alors qu'il part à la recherche de celui-ci, Maurice Plantier est surpris par une patrouille allemande qui l'abat,. Inhumé sommairement sur place par les Allemands, il est ré-inhumé plus tard au cimetière de Puyricard,,.

## Décorations
- Chevalier de la Légion d'honneur
- Compagnon de la Libération
- Médaille de la Résistance française avec rosette
- Croix de guerre 1939–1945

## Hommages
- Dans sa ville natale de Venelles, son nom a été donné à l'école dans laquelle il est né ainsi qu'à une avenue[9],[10]. Par ailleurs, une stèle a été érigée sur le lieu de sa mort, au milieu d'un jardin qui porte également son nom[4],[11],[12]. Toujours à Venelles, son nom figure le monument aux morts de la commune ainsi que sur un autre monument aux morts au sein du cimetière[13],[14].
- À Aix-en-Provence, son nom est inscrit sur le monument de la résistance du cimetière Saint-Pierre, sur le monument aux Morts de Puyricard et sur une plaque commémorative à côté de la fontaine Espéluque[15],[16],[17].
- À Lambesc, son nom figure sur le mémorial du maquis de Sainte-Anne[18].
- À Paris, son nom est inscrit sur le mémorial du Grand Orient de France en son siège de l'Hôtel du Grand Orient de France[19].